# Лурский танец
Лурские танцы (Лурский: Bâzi, Bâxte) включают в себя ряд народных танцев, популярных среди разных групп лурского народа, которые сформировались, развивались и передавались в течение последующих поколений. Из-за обнаруженных объектов и археологических раскопок из лурских населенных пунктов, очевидно, что история танцев предшествует арийским переселениям на иранское плато.

## Стиль танца

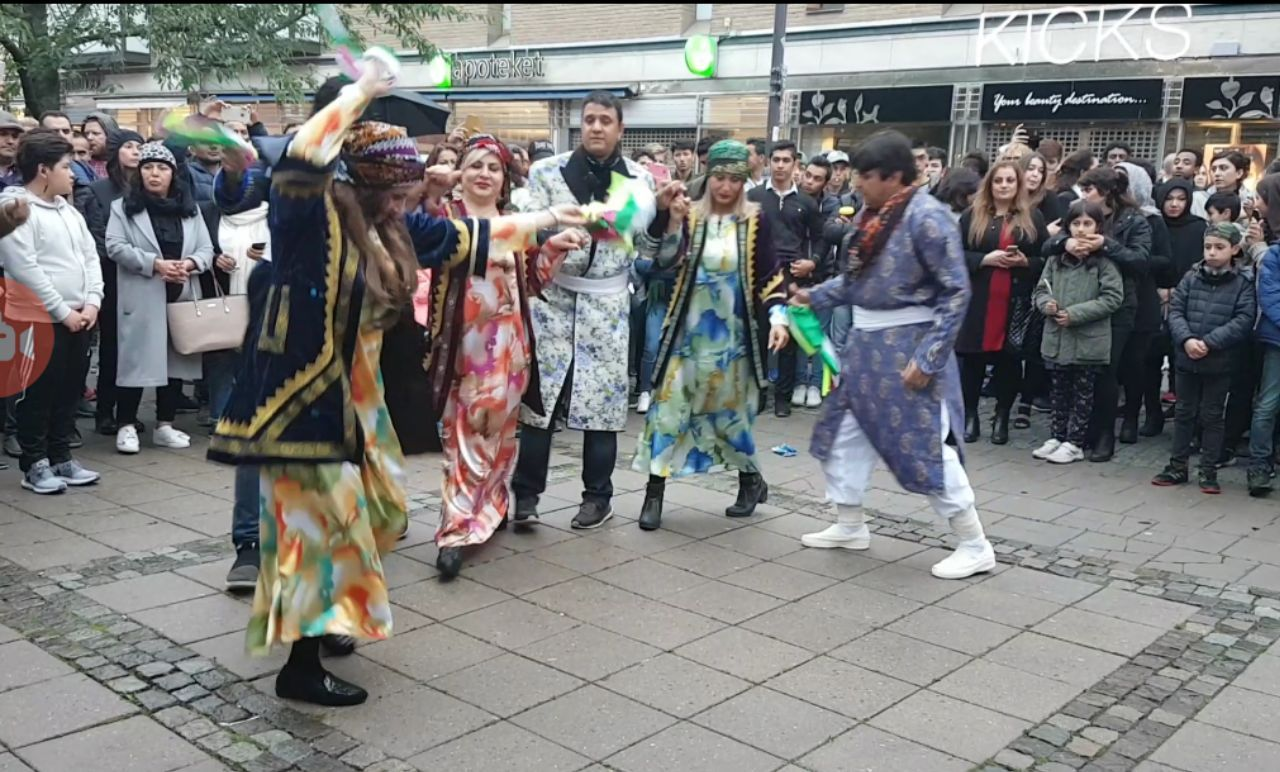
Танец Чупи Фейли-лурдов в Швеции

В лурских населенных пунктах существует много танцевальных стилей. Наиболее распространенными лурскими танцевальными стилями являются танцы носовых платок, танцы Чупи (Сангин-сама, Се-па (три шага), До-па (два шага)) и танец с палочкой (Чубази или Тарка-бази), который является шоу боевых искусств.